# Делявский, Василий Евстафьевич
Василий Евстафьевич Делявский (8 марта 1965, Смоленск — 29 марта 2015) — российский артист театра, цирка и кино, режиссёр.

## Биография
Родился в семье строителя и бухгалтера. Учился в средней школе №29 в Смоленске. Во время учебы играл в школьном театре,  увлекался музыкой, вел школьные дискотеки, в том числе и в Смоленском Дворце пионеров. . В 1983—1985 годах во время службы в советской армии был режиссёром и актёром в театре гарнизонного дома офицеров, где поставил 4 комедийных варианта «Отелло», интерактивный спектакль «Анна Каренина», создавал сольные пантомимические опусы. Одновременно два года заочно учился на факультете режиссуры игрового кино ВГИКа (педагоги Тамара Макарова и Сергей Герасимов), но не окончил.
В 1985—1989 годах учился на отделении клоунады и эстрады Московского училища циркового и эстрадного искусства им. М. Н. Румянцева (педагоги: Игорь Рутберг, Юрий Куклачёв, Георгий Юнгвальд-Хилькевич).
В 1989—1991 годах выступал со своим коллективом с шоу «Русские йоги — кто они?», где был продюсером, постановщиком и исполнителем, гастролировал по многим странам Европы. В 1991—1999 годах сотрудничал с немецкой компанией Der Karaoke Spezialist, в которой был помощником руководителя. Выступал с отдельными номерами во многих цирках и варьете Европы и США.
В 1999—2001 годах работал арт-директором кафе «Ритм и блюз» в Москве. В 2002 году был директором Российского частного цирка, с которым гастролировал по России и Эстонии.
В 2002—2008 годах работал в Эстонии постановщиком в Русском театре Эстонии и в Эстонском детском театре, преподавал для эстонских студентов.
В 2009—2010 годах — директор проекта «Московский добрый цирк» при Московском фонде сохранения культуры. В 2011 году был поставщиком и актёром спектакля в московском театре «Русский Терем». Арт-директор компании «АртСтанция PRO».
Умер 29 марта 2015 года.

## Работы в театре

### Коллектив п/р Куклачёва
- 1987—1989 «Цирк берёт интервью» (актёр-клоун) (постановка Г. Э. Юнгвальд-Хилькевича)

### Русский Терем театр
- 2011 — «В гостях у клоунов»

## Фильмография
- 1985 — Метель. Декабрь — красноармеец
- 1986 — Путешествие мсье Перришона — эпизод
- 2003 — Кобра. Антитеррор (фильм 7 «Таллинский экспресс») — пассажир поезда
- 2012 — Москва. Три вокзала (98-я серия «Постоялец»)— эпизод
- 2012 — Пятницкий. Глава вторая — алкаш
- 2012 — Убить Дрозда — антоновец
- 2013 — Водоворот чужих желаний — эпизод
- 2013 — Этаж — чёрный фей
- 2013 — Человеческий фактор — Лаврентий, сосед
- 2013—2014 — Последний из Магикян — художник (5 серия)
- 2014 — Всё сначала — звукорежиссёр